# Karakax
Karakax (en uigur: قاراقاش ناھىيىسى, romanizado: Qaraqash nahiyisi ; literalmente, ‘jade negro’, en chino, 喀拉喀什; pinyin, Kālākāsh) también conocida por su nombre chino de Moyu (en chino, 墨玉县; pinyin, Mòyù xiàn; literalmente, ‘jade negro’) es un condado bajo la administración directa de la Prefectura Jotán en la Región autónoma de Sinkiang, República Popular China. Su área es de 25 607 km² y su población total para 2010 superó los 500 mil habitantes.

## Administración
Desde 2016, el condado Karakax se divide en 16 pueblos que se administran en 5 poblados y 11 villas.